# Liste des épisodes de Suzuka
 (février 2023).
Si vous disposez d'ouvrages ou d'articles de référence ou si vous connaissez des sites web de qualité traitant du thème abordé ici, merci de compléter l'article en donnant les références utiles à sa vérifiabilité et en les liant à la section « Notes et références ».
Cette page recense les épisodes de l’anime Suzuka, diffusés pour la première fois au Japon en 2005.
| No | Titre français       | Titre japonais | Titre japonais | Date de 1re diffusion |
| No | Titre français       | Kanji          | Rōmaji         | Date de 1re diffusion |
| -- | -------------------- | -------------- | -------------- | --------------------- |
| 1  | Espérance            | 期待           | Kitai          | 6 juillet 2005        |
| 2  | Visage souriant      | 笑顔           | Egao           | 13 juillet 2005       |
| 3  | Visite à un malade   | 見舞           | Mimai          | 20 juillet 2005       |
| 4  | Tempête de printemps | 春嵐           | Shunran        | 27 juillet 2005       |
| 5  | Maladie d'amour      | 恋患           | Koi Wazurai    | 3 août 2005           |
| 6  | Confession           | 告白           | Kokuhaku       | 10 août 2005          |
| 7  | Détermination        | 決意           | Ketsui         | 17 août 2005          |
| 8  | Distance             | 距離           | Kyori          | 24 août 2005          |
| 9  | Photographie         | 写真           | Shashin        | 31 août 2005          |
| 10 | Rival                | 恋敵           | Koi-Gataki     | 7 septembre 2005      |
| 11 | Challenge            | 勝負           | Shōbu          | 14 septembre 2005     |
| 12 | Malentendu           | 誤解           | Gokai          | 21 septembre 2005     |
| 13 | Lèvres               | 口唇           | Kuchibiru      | 28 septembre 2005     |
| 14 | Bénédiction          | 祝福           | Shukufuku      | 5 octobre 2005        |
| 15 | Cloche à lucioles    | 蛍袋           | Hotaru-bukuro  | 12 octobre 2005       |
| 16 | Impulsion            | 衝動           | Shōdō          | 19 octobre 2005       |
| 17 | Petit ami            | 彼氏           | Kareshi        | 26 octobre 2005       |
| 18 | Cadeau               | 贈物           | Okurimono      | 2 novembre 2005       |
| 19 | Séparation           | 別離           | Wakare         | 9 novembre 2005       |
| 20 | Soutien              | 応援           | Ōen            | 16 novembre 2005      |
| 21 | Remords              | 後悔           | Kōkai          | 23 novembre 2005      |
| 22 | Préparation mental   | 覚悟           | Kakugo         | 30 novembre 2005      |
| 23 | Encouragement        | 激励           | Gekirei        | 7 décembre 2005       |
| 24 | Disparition          | 失踪           | Shissō         | 14 décembre 2005      |
| 25 | Perdue               | 喪失           | Sōshitsu       | 21 décembre 2005      |
| 26 | Brise fraîche        | 涼風           | Suzuka         | 28 décembre 2005      |